# István Küzmics

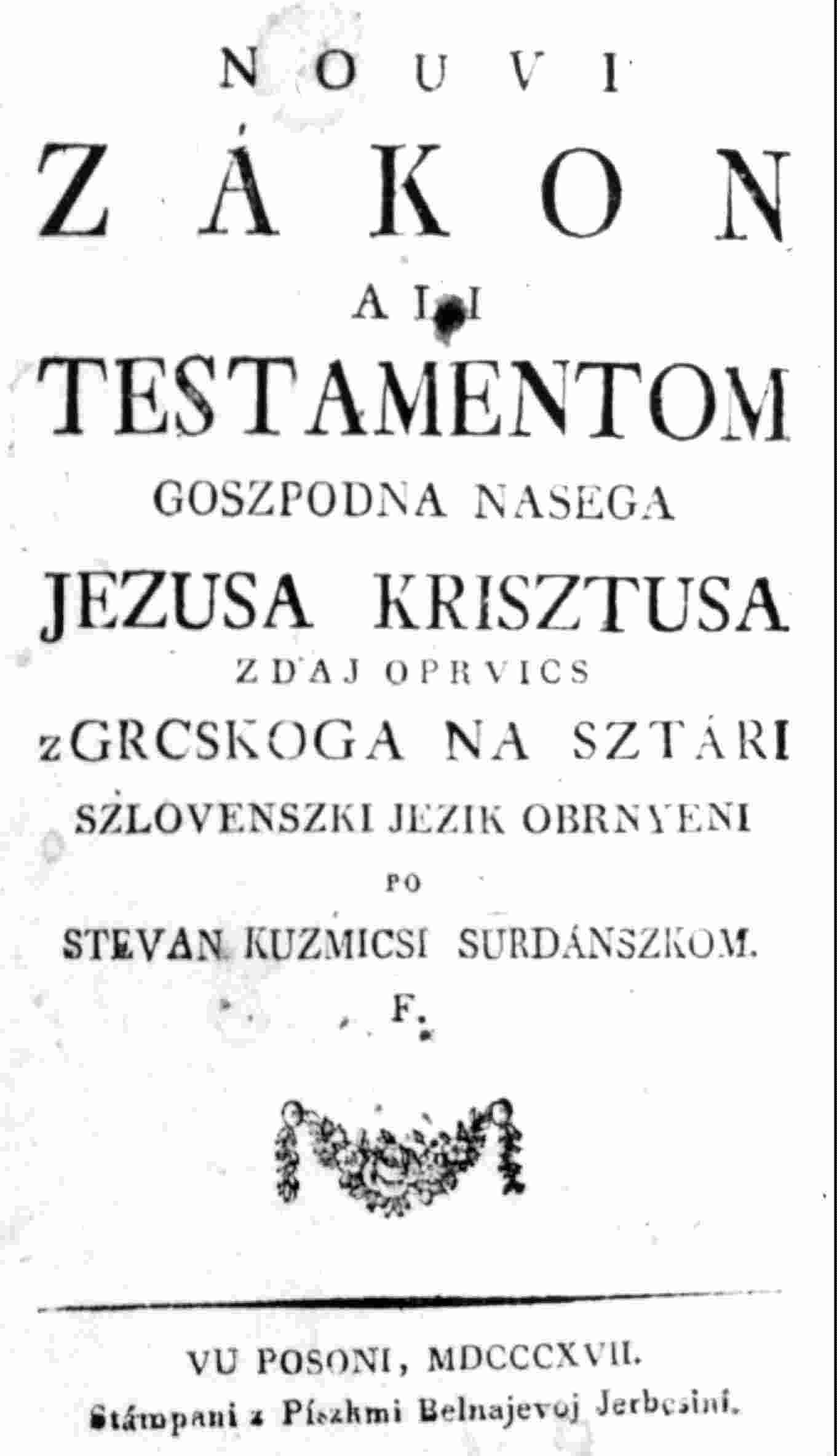
Der Evangelium von István Küzmics.

István Küzmics (auch: Štefan Küzmič, Števan Küzmič; * 1723 in Strukovci; † 22. Dezember 1779 in Surd) war ein evangelischer Pfarrer, Lehrer und Übersetzer in Ungarn. Er ist nicht mit Miklós Küzmics verwandt.
Küzmics wurde im Übermurgebiet geboren. In Ödenburg (Sopron), Raab (Győr) und Pressburg (Bratislava) schloss er erfolgreich die Hochschulausbildung ab. Er war Seelsorger und Lehrer in den beiden Slowenisch sprechenden Ortschaften Tschobing (Nemescsó 1751–1755) im nördlichen Teil des Komitates Vas und Surd (1751–1755) im Komitat Schomodi.
Im 17. und 18. Jahrhundert siedelten sich zahlreiche slowenische Familien aus dem Komitat Vas in dem Komitat Somogy an. Laut einigen Forschungen sind drei Landkreise (Csurgó, Nagyatád, Marcali) bekannt, in denen sechzehn slowenische Siedlungen entstanden.
Ferner schrieb er sowohl Katechismus- als auch Schulbücher und übersetzte das Neue Testament (Nouvi zakon ali testamentom, Halle 1771). Die Übersetzung der Evangelien von István und Miklós Küzmics legte den Grundstein für die prekmurische Literatursprache. In seinem Vorwort, welches in kultureller und ethnischer Hinsicht bedeutend ist, schreibt er u. a. folgendes:
"Du, welcher das heilige slowenische Buch des Neuen Testamentes in Deiner Muttersprache liest, oder je mal lesen wirst: erweise Dankbarkeit gegenüber der Güte Deines Gottes, aber das Buch, welches ein kostbarerer Schatz als Silber und Gold ist, sollst Du in Deiner Sprache verstehen und gemäß dem Willen Gottes handeln."

## Werke
- Male szlovenszki katekizmus, 1752 (Kleiner Katechismus)
- ABC kni'snicza 1753. (Das Alphabetbüchlein)
- Vöre Krsztsanske krátki Návuk csiszte rejcsi Bo'ze vözebráni i na nyou, Halle, 1754
- Nouvi Zákon ali Testamentom Goszpodna nasega Jezusa Krisztusa zdaj oprvics z Grcskoga na sztári szlovenszki jezik obrnyeni po Stevan Küzmicsi Surdanszkom. F. Halle 1771 (Neues Testament)